# Jalalabad
Jalalabad (pashto: جلال‌آباد, Jalālābād, dari: جلال‌آباد, Jalālābād) är huvudstaden i Nangarharprovinsen i Afghanistan, 150 km öster om Kabul nära Khyberpasset och väster om floden Kunar. Staden hade en beräknad folkmängd av 206 500 invånare 2012. Staden är också administrativt centrum i distriktet Jalalabad.
Seraj-ul-Emarat, residens för emir Habibullah Khan och kung Amanullah Khan, förstördes år 1929. De båda härskarnas mausoleum omges av en trädgård som vetter mot Seraj-ul-Emarat.

## Historia
- 630 – Hsüan-tsang, en kinesisk buddhistmunk, anländer till Jalalabad och anser sig ha nått Indien.